# Pandémie (jeu)
Pour les articles homonymes, voir Pandémie (homonymie).
Pandémic est un jeu de société créé par Matt Leacock en 2008 et édité par Z-Man Games, dont le propriétaire est le distributeur canadien, Filosofia.
C'est un jeu coopératif, tous les joueurs jouent ensemble contre le jeu.

## Principe général
Réussir à contrer la progression de la maladie dans le monde entier en trouvant des remèdes.

## Règle du jeu

### But du jeu
Les joueurs doivent user de leur force (spécifique) pour lutter contre la progression de 4 maladies à travers le monde.

### Matériel
- 1 plateau de jeu
- 7 pions
- 6 Station de recherche
- 96 cubes Maladie
- 59 cartes Joueur
- 7 cartes Rôle
- 48 cartes Propagation
- 1 marqueur Vitesse de propagation
- 4 marqueurs Remède
- 1 marqueur Éclosion
- 1 règle
- 4 cartes Aide de jeu

#### Rôles des personnages
Les 7 rôles du jeu de base :
- Planificateur d'urgence (bleu ciel) : Peut récupérer les cartes Évènements déjà utilisées.
- Répartiteur : Peut déplacer les autres joueurs pendant son tour comme son propre pion, en utilisant les actions de base. Il peut aussi, pour une action, déplacer un pion dans une autre ville contenant un autre pion.
- Médecin (orange) : Retire tous les cubes de maladie pour une action. Si le remède est découvert, les cube disparaissent sur son passage.
- Expert aux opérations (vert) : Peut créer un centre où qu'il se trouve sans utiliser de carte. À partir d'un centre, il peut utiliser n'importe quelle carte ville de sa main pour aller où il veut sur le plateau.
- Spécialiste en mise en quarantaine (vert foncé) : Empêche les éclosions et placement de cube Maladie dans la ville qu'elle occupe ainsi que dans toutes les villes qui y sont reliées.
- Chercheur (marron) : Peut donner n'importe quelle carte à un joueur situé sur la même case que lui.
- Scientifique (blanc) : Peut créer un vaccin contre seulement 4 cartes (au lieu de 5)

Les 6 rôles de l'extension Au Seuil de la Catastrophe :
- Opérateur de terrain (jaune) : Peut "mettre de côté" des cubes de maladie une fois par tour. Avec 3 cubes "mis de côté" et trois cartes de même couleur, il peut découvrir un vaccin.
- Généraliste (gris) : Peut effectuer 5 actions (au lieu de 4)
- Spécialiste en confinement (beige) : Lorsqu'il entre dans une ville qui possède plus d'un cube d'une même couleur, il en retire un automatiquement. S'il y a plusieurs cubes de plusieurs couleurs différentes, il retire un cube de chaque couleur. Cette capacité fonctionne aussi si ce n'est pas le joueur qui déplace le pion (Répartiteur, Pont Aérien, etc.)
- Épidémiologiste (chair) : Peut prendre gratuitement, une fois par tour, n'importe quelle carte Ville d'un joueur situé sur la même ville.
- Archiviste (bleu foncé) : A une limite de 8 cartes en main (au lieu de 7.) Peut récupérer une carte Ville défaussée s'il se trouve sur la ville en question.
- Dépanneuse (rouge) : Commence son tour en regardant le dessus du paquet Propagation. Ne consomme pas de carte Ville en cas de Vol Direct.

Les 4 rôles et les 2 rôles modifiés de l'extension In Vitro :
- Agente de liaison (rose) : Peut donner une carte de ville de sa couleur à une personne sur une ville de la même couleur. Défi In Vitro : Peut caractériser une maladie ou tester un remède comme action gratuite.
- Directeur régional (mauve) : Peut traiter une maladie dans une ville connectée à la sienne, et peut déplacer gratuitement par voiture un pion sur sa ville ou une ville connectée à la sienne.
- Pilote (turquoise) : Il ne peut pas construire de station de recherche, et se déplace uniquement en volant à une ville située à 3 liens ou moins par action. Il peut prendre un autre pion comme passager.
- Virologue (vert herbe) : Peut remplacer une carte ville du remède à trouver par deux cartes villes d'une autre couleur. Elle peut aussi défausser une carte ville pour retirer un cube de la même couleur.

-Ajout sur rôle existant :
- Chercheur (marron) : Défi In Vitro : Peut séquencer une maladie comme action gratuite.
- Épidémiologiste (chair) : Défi In Vitro : Peut traiter une maladie comme action gratuite.

Les 5 rôles de l'extension Etat d'urgence :
- Colonel (bleu violet) : Défi quarantaine : Il permet d'avoir 6 jetons quarantaine disponibles au lieu de 4. Il retourne un jeton sur la face 2 s'il entre dans une ville en quarantaine sur la face 1. Il peut mettre en quarantaine une ville à distance en défaussant la carte de la ville.
- Secouriste (vert clair) : Peut se déplacer vers une ville avec une station de recherche. En dehors de son tour, elle peut se rendre dans la ville touchée par une épidémie et y traiter la maladie.
- Généticienne (bleu nuit) : Peut découvrir le remède d'une maladie avec 2 cartes de la couleur et une carte de chaque autre couleur.
- Pharmacien (chair jaune) : Peut révéler une carte ville pour traiter une maladie. Peut retirer un cube d'une maladie découverte de n'importe quelle ville.
- Vétérinaire (marron clair) : Défi Arrière-pays : Depuis une station de recherche, peut se déplacer vers une case Arrière-pays. Peut retirer 2 cubes au lieu d'1 sur une case Arrière-Pays.
- Ajout sur rôle existant :

- Médecin (orange) : Défi Supervirus : Il doit également utiliser une dose de vaccin lorsqu'il traite la maladie Supervirus.

### Mise en place

#### Les villes
Le plateau est constitué de villes de différentes couleurs, celles-ci indiquant par quelles maladies elles sont susceptibles d'être contaminées. Les villes reliées entre elles par des lignes rouges sont dites adjacentes. Certaines partent à gauche ou à droite du plateau pour relier des villes se situant à l'opposé. Chaque ville a son équivalent (unique) dans la pioche propagation et dans la pioche joueur. Les villes de la pioche joueur constitueront la majorité de vos cartes et seront indispensables pour se déplacer, construire des stations de recherche et découvrir des remèdes.

#### Assignation des rôles et distribution des cartes
Les joueurs tirent l'un après l'autre une carte rôle (le mot « rôle » est inscrit au dos) dans le paquet présenté face cachée.
Après un mélange de la pioche « joueur », sont distribuées aux joueurs leurs mains de départ :
- Pour 2 joueurs : 4 cartes/joueur
- Pour 3 joueurs : 3 cartes/joueur
- Pour 4 joueurs : 2 cartes/joueur
- Pour 5 joueurs : 2 cartes/joueur (uniquement avec l'extension « au seuil de la catastrophe »)

#### Ajustement de la difficulté
La difficulté du jeu dépendra du nombre de carte « épidémie » présentes dans la pioche joueurs. Trois niveaux de difficulté sont définis :
- Novice (4 épidémies)
- Normal (5 épidémies)
- Expert (6 épidémies)
- Légendaire (7 épidémies, uniquement avec l'extension « au seuil de la catastrophe »)

Afin de répartir les cartes dans la pioche, on procède ainsi :
- On répartit la pioche en un nombre (selon le niveau choisi) de tas les plus égaux possibles
- On place au-dessus de chacun de ces tas une carte « épidémie »
- On mélange chacun des tas
- On empile ces tas pour en faire la pioche joueurs

#### Initialisation des indicateurs
Les cartes avec un dos vert sont les cartes « propagateur ». Elles sont placées en tas face cachée sur l'emplacement propagateur en haut à gauche du plateau de jeu.
Les jetons « remède » sont placés au-dessus de leurs emplacements, face « fiole » visible.
Le jeton « éclosion » (un point entouré de 4 flèches vers l'extérieur) est placé sur le zéro de la jauge d’éclosions à gauche du plateau de jeu.
Le jeton « vitesse de propagation » (portant le signe de danger biologique) est placé sur la case à l’extrême gauche de la jauge vitesse de propagation (sous la pioche « propagateur »).

#### Mise en place des foyers d'infection
Un joueur tire une première série de trois cartes et place sur chacune des villes correspondantes un tas de trois cubes « maladie » de la couleur correspondante.
Il recommence l’opération avec une nouvelle série de trois cartes mais en ne posant que deux cubes maladie sur chaque ville. Et une dernière série qui met avec un seul cube sur chaque ville.

#### Installation de la base de départ
Dans la règle officielle, le point de départ ne change jamais et reste Atlanta (États-Unis).
Cependant, il peut être intéressant de tirer au sort dans la pioche propagateur la ville dans laquelle les joueurs commenceront. Une fois la ville de départ définie, on y place une station de recherche et l'ensemble des pions des joueurs.

### Déroulement
Une fois le jeu mis en place, chacun regarde la population des cartes ville de sa main. Le joueur qui a la plus grande population commence la partie. Autre possibilité, c'est le joueur le plus récemment malade qui commence.

#### Composition d'un tour de jeu
Le tour de jeu se décompose en 3 phases :
- Réalisation de 4 actions
- Pioche de 2 cartes et défausse si la main dépasse les 7 cartes
- Propagation

#### Actions de base et actions avancées
Actions de base :
- déplacement voiturier : le joueur peut se déplacer vers une ville adjacente à celle dans laquelle il se trouve ;
- vol nolisé : le joueur peut se rendre dans n'importe quelle ville du plateau de jeu à condition de se défausser de la carte représentant la ville de départ ;
- vol direct : le joueur peut se déplacer dans la ville dont il vient de défausser la carte ;
- navette : le joueur peut déplacer son pion d'une ville a l'autre, quelle que soit la distance qui les sépare, pourvu qu'elles soient toutes deux munies d'une station de recherche.

Actions avancées :
- construire une station de recherche : un joueur peut construire une station de recherche dans la ville où il se trouve à condition de se défausser de la carte correspondante ;
- soigner : un joueur peut ôter un cube maladie d'une ville pour une action. Si le remède correspondant est découvert, la totalité des cubes d'une même couleur de la ville qu'il soigne ;
- découvrir un remède : le joueur doit se trouver sur une station de recherche et défausser cinq cartes de la même couleur pour découvrir le remède correspondant ;
- partager les connaissances : deux joueurs doivent se trouver sur la même ville pour échanger la carte correspondant à cette ville.

#### Carte épidémie
Il se peut que durant la phase de pioche, un joueur pioche une carte épidémie.
Cette carte doit être jouée immédiatement :
- avancer le marqueur vitesse de propagation de un sur sa jauge ;
- prendre la carte se trouvant en dessous de la pioche propagation et ajouter trois cubes maladie sur la ville correspondante ;
- mélanger la défausse propagation et la replacer sur le dessus de la pioche propagation.

#### Éclosions
Une éclosion se produit si une ville accumule plus de trois cubes de la même couleur. Elle consiste en une diffusion de la maladie dans toutes les villes alentour : rajouter un cube de la couleur correspondant à la maladie qui a éclos dans toutes les villes adjacentes. Si une des villes adjacentes a déjà trois cubes et en récupère un quatrième, elle éclot à son tour. Des réactions en chaîne sont possibles, mais une ville ne peut pas subir deux fois une éclosion durant la même réaction en chaîne. Pour chaque éclosion, avancer le marqueur éclosion de un.

#### Rôle de propagateur
À la fin de son tour, chaque joueur est obligé (sauf événement spécial « nuit tranquille ») de jouer le rôle du propagateur. Pour cela, il pioche le nombre de carte indiqué par le jeton « vitesse de propagation » et ajoute un cube maladie sur chacune des villes représentées sur les cartes tirées.

#### Événements spéciaux
En ajoutant deux cartes à votre main après avoir joué vos actions, il se peut que vous piochez un événement spécial. Ceux-ci peuvent être joués absolument à tout moment et ne coûtent pas d'action. Ils sont au nombre de cinq :
- par une nuit tranquille : le prochain joueur qui devra piocher les cartes propagations n'aura pas à le faire.
- pont aérien : prenez un pion et déplacez-le dans la ville de votre choix.
- population résiliente : prenez une carte de la défausse propagation et retirez-la définitivement du jeu (cette carte ne pourra donc plus jamais être piochée et la ville correspondante ne sera plus infectée).
- prévisions : regardez les six cartes du dessus de la pioche propagation, mettez-les dans l'ordre que vous voulez puis replacez-les sur la pioche.
- subventions publiques : placez une station de recherche, gratuitement, sur la ville de votre choix.

#### Éradication d'une maladie
Si vous avez découvert le remède à une maladie et que vous avez enlevé absolument tous les cubes de cette maladie du plateau, alors cette maladie est éradiquée. Toutes les cartes « propagations » de la couleur de cette maladie tirées seront alors ignorées.

### Fin de partie et vainqueur
La partie est gagnée par tous les joueurs, si les quatre remèdes sont trouvés.
La partie est perdue si une des conditions suivantes est remplie :
- il y a eu huit éclosions (ou foyers d'infection)
- il n'y a plus de cartes pioche
- il n'y a plus de cubes d'une maladie alors qu'il faut en placer sur la carte

## Extensions et suites

### Extensions

#### Pandémie: Au seuil de la catastrophe (2009)
Ajoute la possibilité de jouer jusqu'à 5 joueurs, 6 nouveaux rôles, une nouvelle maladie, huit nouveaux événements et 3 défis (comprenant l'introduction d'un bioterroriste, d'une souche virulente et d'une mutation). L'extension contient des boîtes de Petri dans lesquelles les cubes « maladie » peuvent être rangés.
- Défi bioterroriste : Ce défi oppose un joueur aux autres joueurs. Son but est de déployer la maladie violette avant d’être arrêté par les autres joueurs. Il effectue 2 actions(+ un déplacement en voiture possible) après chaque joueur et est invisible sur le plateau, sauf s'il se trouve dans la même ville qu'un autre joueur. Il doit alors se révéler.
- Défi souche virulente : Ce défi apporte un remplacement des cartes épidémies. Lors de la première épidémie, la maladie la plus présente sur la plateau devient la souche virulente, et des effets négatifs supplémentaires décrits sur la carte épidémie l'affecteront (Ex : Si la souche virulente n'est pas guérie, il faut une carte de la couleur de plus pour trouver le remède).
- Défi mutation : Ce défi ajoute une 5ème maladie violette avec 12 cubes. Des cartes mutations vont rajouter ces cubes sur des villes. Et lors de la propagation, si la ville concernée possède un cube violet, il faut en rajouter un ainsi qu'un de la couleur de la carte.

#### Pandémie: In Vitro (2014)
Ajoute 4 nouveaux rôles et revisite 2 rôles, trois nouveaux événements, 1 défis (In vitro avec un nouveau plateau), le mode solo et équipe.
Le défi de la mutation est renforcé avec l'ajout de 12 cubes supplémentaires pour la maladie violette.
- Défi mutation panique mondiale : On ajoute 12 cubes violet dans la réserve. Lors de la mise en place des cubes violets auront déjà infectés des villes, et la maladie va se répandre plus rapidement que dans l’extension précédente.
- Défi In vitro : Ce défi ajoute une nouvelle procédure pour découvrir le remède avec un plateau de jeu additionnel. Il faudra effectuer de nouvelles actions dans le laboratoire(station de recherche) : séquencer le code génétique, traiter un échantillon, tester un remède et découvrir le remède. Chaque étape peut être faite par des personnes différentes.
- Mode solo : On peut jouer en solo à l'aide d'une carte CDC qui permet de faire une action en plus par tour après la propagation. Le CDC peut déplacer le joueur, piocher des cartes, échanger des cartes et assigner un nouveau rôle au joueur.
- Mode équipe : Le mode équipe se joue à 4 ou 6. Chaque équipe doit se partager à chaque tour 6 actions (4/2 ou 3/3). Le but général est de trouver les remèdes comme dans le jeu normal, mais chaque équipe a des objectifs secrets et remporte des points s'ils les accomplissent (trouver le premier remède, éradiquer une maladie…) L'équipe qui a le plus de point gagne.

#### Pandémic: État d'Urgence (2015)
Ajoute 5 nouveaux rôles et revisite le médecin, sept nouveaux événements et 3 défis (comprenant l'arrière-pays avec deux plateaux de jeux, les urgences et le supervirus).
- Défi des arrière-pays : Dans ce défi les souches de virus animales des arrière pays peuvent se transmettre aux hommes. Lors d'éclosions sur le plateaux principales, les arrières pays sont également touchés via les villes connectées et inversement.
- Défi des urgences : Ce défi ajoute des urgences négatives dans le deck joueur qu'il va falloir surmonter.
- Défi du supervirus : Dans ce défi, la maladie n'est plus traitable dans l’immédiat. Il va falloir trouver le remède afin de produire des vaccins à diffuser pour la traiter.

### Compatibilité des Extensions et Défis
|                            |                  | Au seuil de la catastrophe | Au seuil de la catastrophe | Au seuil de la catastrophe | In Vitro | In Vitro | In Vitro     | In Vitro | État d'Urgence | État d'Urgence | État d'Urgence | État d'Urgence |
| Bio-terroriste             | Souche virulente | Mutation                   | Panique M.                 | In Vitro                   | Solo     | Equipe   | Arrière Pays | Urgences | Supervirus     | Quarantaine    |                |                |
| Au seuil de la catastrophe | Bio-terroriste   |                            |                            |                            |          |          |              |          |                |                |                |                |
| Au seuil de la catastrophe | Souche virulente |                            |                            |                            |          |          |              |          |                |                |                |                |
| Au seuil de la catastrophe | Mutation         |                            |                            |                            |          |          |              |          |                |                |                |                |
| In Vitro                   | Panique Mondiale |                            |                            |                            |          |          |              |          |                |                |                |                |
| In Vitro                   | In Vitro         |                            |                            |                            |          |          |              |          |                |                |                |                |
| In Vitro                   | Solo             |                            |                            |                            |          |          |              |          |                |                |                |                |
| In Vitro                   | Equipe           |                            |                            |                            |          |          |              |          |                |                |                |                |
| État d'Urgence             | Arrière Pays     |                            |                            |                            |          |          |              |          |                |                |                |                |
| État d'Urgence             | Urgences         |                            |                            |                            |          |          |              |          |                |                |                |                |
| État d'Urgence             | Supervirus       |                            |                            |                            |          |          |              |          |                |                |                |                |
| État d'Urgence             | Quarantaine      |                            |                            |                            |          |          |              |          |                |                |                |                |

### Autres versions

#### Pandémic: Contagion (2014)
Plus léger et plus rapide, le but du jeu s'inverse : il faut contaminer le plus possible.

#### Pandémic Legacy: Saison 1 (2015)
Le jeu évolue à chaque partie en fonction des parties précédentes (plateau modifié, cartes déchirées, …)
Récompense : As d'Or "Expert" 2016
Ce jeu existe en deux versions : Bleu ou Rouge.

#### Pandémic Legacy: Saison 2 (2017)
Ce jeu existe en deux versions : Jaune ou Noir.

#### Pandémic: Survival (série)
- Pandémie : Iberia
- Pandémie : Montée des Eaux
- Pandémie : La Chute de Rome

### Pandémie zone rouge: Amérique du Nord (juin 2020)
Même principe que sur le jeu Classic sauf qu’il n’y a que 3 maladie 4 personnage et juste un plateau de l’Amérique du Nord 

### Pandémie zone rouge: Europe (août 2021)
Même principe que sur le jeu Classic sauf qu’il n’y a que 3 maladie 4 personnage et juste un plateau de l’Europe 

## Récompenses
- Tric Trac d'Argent 2008
- Meilleur jeu familial 2009 Board Game Geek